# Kulturlandschaft Hallstatt–Dachstein/Salzkammergut
Die Kulturlandschaft Hallstatt–Dachstein/Salzkammergut, englisch Hallstatt-Dachstein/Salzkammergut Cultural Landscape, ist eine der aktuell zehn UNESCO-Welterbestätten in Österreich.

## Umfang bzw. Fläche der Welterbestätte
Die Welterbestätte umfasst:
- das Dachsteinmassiv
- und das Innere Salzkammergut um den Hallstättersee

Dabei hat das Bundesland Oberösterreich mit 59,58 %, die Steiermark mit 35,12 % und das Land Salzburg mit 5,30 % Anteil an der Welterberegion:
| Land           | Fläche ges. | Kernzone | Pufferzone |
| -------------- | ----------- | -------- | ---------- |
| Oberösterreich | 28.871,1    | 2.339,8  | 5.480,3    |
| Steiermark     | 17.018,0    | 5.055,4  | 11.962,6   |
| Salzburg       | 2.571,0     | –        | 2.571,0    |
| gesamt         | 48.460,1    | 28.446,2 | 20.013,9   |

Flächen in Hektar
Die Gemeinden des Welterbes sind:
| Gemeinde                      | Land | Anm.                             |
| ----------------------------- | ---- | -------------------------------- |
| Abtenau                       | Sbg  | kleine Anteile an der Pufferzone |
| Annaberg-Lungötz              | Sbg  | Anteile an der Pufferzone        |
| Aich                          | Stmk | kleinere Anteile                 |
| Altaussee                     | Stmk | Anteile an der Pufferzone        |
| Bad Aussee                    | Stmk | kleinere Anteile                 |
| Bad Goisern am Hallstättersee | OÖ   | kleinere Anteile                 |
| Bad Mitterndorf               | Stmk | kleinere Anteile                 |
| Filzmoos                      | Sbg  | Anteile an der Pufferzone        |
| Gröbming                      | Stmk | kleinere Anteile                 |
| Gosau                         | OÖ   | gesamtes Gemeindegebiet Kernzone |
| Hallstatt                     | OÖ   | gesamtes Gemeindegebiet Kernzone |
| Haus                          | Stmk | kleinere Anteile                 |
| Obertraun                     | OÖ   | gesamtes Gemeindegebiet Kernzone |
| Pichl-Kainisch                | Stmk | kleinere Anteile                 |
| Ramsau am Dachstein           | Stmk | Anteile an der Pufferzone        |
| Rußbach am Paß Gschütt        | Sbg  | nur angrenzend an Pufferzone     |

Wichtige Zugangsgemeinden sind die Städte Bad Ischl (OÖ) und Schladming (Stmk.).
Die Kernzone umfasst um die 285 km². Sie erstreckt sich (im Uhrzeigersinn) vom Nordrand des Hallstättersees ostwärts bis zum Pass Gschütt, südwärts zum Sarstein (entlang der Landesgrenze), ostwärts über die südlichen (linken) Schluchtwände der Koppentraun um den Zinken, südostwärts zum Hochmühleck, südwärts zum Gschreiriedl, südwestwärts zum Bramkogel, hat dann eine Ausstülpung am Kemetgebirge (nach Süden zum Kumpfling und südöstlich weiter zur Stoderalm), dann eine Einbuchtung über Hirzberg, Napfenkofel (ab hier wieder Landesgrenze), Lackner Hocheck und Lackner Miesberg, westwärts über den Hohen Dachstein und Torstein, nordwestwärts den Gosaukamm entlang bis zum Donnerkogel (Ende des Verlaufs auf der Landesgrenze), nordostwärts an das untere Ende des Vorderen Gosausees, die rechte Talkante der Gosau entlang am Leitgebkogel vorbei, bei der Eibengrabenbrücke über den Gosauzwang, nordwärts in das Ramsaugebirge (Südosten der Osterhorngruppe), und ostwärts hinunter zum Gosausee.
Die mitausgewiesene Pufferzone – die einen eingeschränkten Ensembleschutz darstellt, und die Kernzone vor Beeinträchtigung im Fernbild bewahren soll – umfasst weitere 200 km². Sie erstreckt sich in einem etwa um einen Kilometer breiten Streifen um die Kernzone, baucht aber im Süden und Südosten (bei Haus im Ennstal, in die Ramsau und das Schattbachtal bis um die Bischofsmütze ins hintere Lammertal), und im Nordwesten (um die gesamte Gosau, Landesgrenze über Zwieselalm, Gosaustein, Pass Gschütt in die Kalmberge) aus.

## Begründung und Schutzstatus
Der Region wurde in der Sitzung vom 1. bis zum 6. Dezember 1997 von der UNESCO die Auszeichnung Weltkulturerbe verliehen.
Diese Auszeichnung wurde mit folgender Begründung vergeben:

„Bei der alpinen Region Hallstatt/Dachstein-Salzkammergut handelt es sich um ein außergewöhnliches Beispiel einer Naturlandschaft von einzigartiger Schönheit und besonderer wissenschaftlicher Bedeutung, die auch Zeugnis von der frühen und kontinuierlichen menschlichen, wirtschaftlichen und kulturellen Tätigkeit ablegt.“

Anerkannt wurden folgende Kriterien.
III: stellt ein einzigartiges oder zumindest außergewöhnliches Zeugnis von einer kulturellen Tradition oder einer bestehenden oder untergegangenen Kultur dar
IV: stellt ein hervorragendes Beispiel eines Typus von Gebäuden, architektonischen oder technologischen Ensembles oder Landschaften dar, die einen oder mehrere bedeutsame Abschnitte der Geschichte der Menschheit versinnbildlichen
Das umfasst eine 3000-jährige Geschichte, von den Anfängen der Salzbergbaues in der Hallstattzeit (800 bis 400 v. Chr., Hallstattkultur), über das Salzkammergut der Habsburger, den Beginn das Alpinismus, bis hin zum modernen Tourismus.
Trotz der Bezeichnung als „Landschaft“ wurde es primär als Kulturerbe ausgewiesen – die Unterscheidung in Kultur- und Naturerbe spielt aber heute nur mehr eine untergeordnete Rolle.
Konkret sind folgende Aspekte relevant:
- architektonisches Erbe des prähistorischen, bis heute aktiven Salzbergbaues, besonders am Hallstätter Salzberg, der mittelalterlichen Salzwirtschaft mit Repräsentationsbauten aus Gotik, Barock und Historismus, insbesondere dargestellt im geschlossenen Ensemble des Ortes Hallstatt, mit technischen Denkmalen der Salzgewinnung (Soleleitung zu den Salinen Bad Ischl und Ebensee), und der Verkehrswege (Wasserbauten des Hallstättersees, Salzkammergutbahn)
- Naturerbe, mit den für den Kalkstock charakteristischen Höhlensystemen (Dachsteinhöhlen) und Karsterscheinungen, und dem Bodenschatz des Steinsalzes
- kulturhistorisches Erbe, etwa die spezifischen, durch das Salzwesen bedingten Bewirtschaftungsformen des Waldes, Beispielen aus Literatur (etwa dem Landschaftsliteraten Adalbert Stifter), Kunst (wie den Landschaftsmalern des Biedermeier Franz Steinfeld und Ferdinand Georg Waldmüller), Wissenschaftsgeschichte und Tourismusgeschichte (etwa dem Bergpionier und Forscher Friedrich Simony, den Alpenhütten und Seilbahnen) und Brauchtum (wie der Kryptoprotestantismus der Bergarbeiter und Bauern der Region, die Schädelstätte im Beinhaus Hallstatt, der landestypische Vogelfang)
- archäologisches Erbe am Salzberg Hallstatt, aus der jüngeren Eisenzeit, die älteste (bekannte) Industrielandschaft der Welt, aus der Römerzeit, oder zahlreiche Felsritzungen, wohl mehrheitlich mittelalterlich-neuzeitlich, so in der Notgasse am Dachsteinplateau

In der Welterberegion sind um die 80 bauliche Denkmale ausgewiesen, davon 60 in Hallstatt, mit dem bedeutenden archäologischen Denkmalkomplex des Hallstätter Salzbergs, oder der spätantiken Rückzugssiedlung Knallwand bei Ramsau und zahlreichen anderen Grabungs- und Fundhoffnungsgebieten.
Siehe auch: Liste der denkmalgeschützten Objekte in Hallstatt, Obertraun, Gosau, Bad Goisern, Ramsau,
Auch der Naturraum ist national und international umfassend geschützt:
- Der ganze Kernraum des Dachsteinmassivs sind die Europaschutzgebiete Dachstein in Oberösterreich (Vogelschutz- und FFH-Gebiet, AT3101000/EU02, auch Naturschutzgebiet N098[7]) und Steirisches Dachsteinplateau (FFH-Gebiet, AT2204000/Nr. 19, auch NSG 18).
- das Sarsteinmassiv ist steirischerseits zusammen mit Teilen der Nordostabdachung des Dachsteinmassivs als Landschaftsschutzgebiet Salzkammergut(-West, LS14b) geschützt
- die Südflanke gehört zum Landschaftsschutzgebiet Dachstein–Salzkammergut (Salzkammergut-Ost, LSG 14a), der Nordwestliche Teil der Gemeinde Ramsau am Dachstein ist ebenfalls Naturschutzgebiet (NSG 02c), Dachsteinsüdwand sowie Dachsteinsüdabsturz und Edelgrießgletscher sind zusätzlich große Naturdenkmale (Nr. 783, 784)
- der ganze Hallstättersee, die Gosauseen und alle anderen Gewässer verfügen über eine Gewässerschutzzone, alle Höhlen stehen per se streng unter Höhlenschutz, desgleichen der hochalpine Raum, und die Gletscher unter Gletscherschutz (ex-lege-Schutz nach den Naturschutzgesetzen)
- und die Region unterliegt insgesamt der Alpenkonvention

Salzburgerseits steht eine explizite Unterschutzstellung aus.
Kleinere Schutzgebiete sind Obere und Untere Notgasse und Riesgasse am Dachsteinplateau (Stm. NDM 796), Großes Löckenmoos, Grubenalmmoor und Kleines Löckenmoos in der Gosau (OÖ N088, N087), Schleierfall, Torbachfall, Gradenbachfall und Luserfall im Ennstal (Stm. NDM 789, 788, 813, 1374), sowie der Ödensee (FFH, AT2206000/Nr. 20, Stm. NSa 5), oder auch der Ameisensee (Sbg. LSG 1), Klamm und Wasserfälle am Teichenbach bei Bad Aussee (Stm. NDM 356) und die Felsengruppe um den Trutstein bei Haus (Stm. NDM 807) knapp außerhalb der UNESCO-Zone.

Bedeutend sind die Schauhöhlen Dachstein-Rieseneishöhle, Koppenbrüllerhöhle und Mammuthöhle bei Obertraun, wichtige nur für Forschung zugängliche Höhle etwa die Hirlatzhöhle (zweitlängste bekannte Höhle Österreichs). Insgesamt liegen zahlreiche Höhlen im Schutzgebiet.